# 가돌레산
가돌레산(Gadoleic acid, 20:1 n−11)은 비포화 지방산이다. 간유를 포함한 일부 생선기름의 주요 성분이다. 수많은 에이코센산 중 하나이다. 이 이름은 대구의 속명 Gadus와 기름을 뜻하는 라틴어 낱말 oleum이 결합한 것이다.